# Stanisława de Karłowska
Stanisława de Karłowska (1876-1952) est une artiste d'origine polonaise qui vécut à Londres.

## Biographie
Stanisława de Karłowska est la fille d'Aleksander de Karłowski et de Paulina Tuchołka. Ces parents sont issus de la noblesse polonaise (szlachta). Son père possède plusieurs terres du côté de Wszeliwy (voïvodie de Mazovie) ; très actif patriote polonais, il soutient Lajos Kossuth en 1848 sous les ordres de Józef Bem, et participe à l'Insurrection de Janvier en 1863 : en conséquence, ses biens sont placés sous séquestre par le régime impériale russe.
Stanisława de Karłowska suit des cours privés de dessin à l'École de peinture pour femmes fondée en 1886 par Ludwik Wiesiołowski (1854-1892) à Varsovie. En 1890, ses œuvres sont exposées au Salon Krywult, en 1895 dans une galerie à Poznań, et de 1895 à 1897, à la Société pour l'encouragement des beaux-arts de Varsovie (Towarzystwo Zachęty Sztuk Pięknych, TZSP). En 1896, elle part pour Paris et s'inscrit à l'Académie Julian.
Durant l'été, elle se rend à Jersey assister au mariage d'une amie polonaise, Janina Flamm, avec l'artiste Eric Forbes-Robertson. C'est là qu'elle rencontre l'artiste anglais Robert Bevan. Le couple se marie le 8 décembre 1897, à Varsovie, puis voyage à Vienne, et revient s'installer à Londres en 1900, dans la cité du Swiss Cottage. Ils ont deux enfants : Edith Halina et Robert Alexander Bevan,.
Les années suivantes elle expose au Women's International Art Club, au New English Art Club, puis avec les membres de l'Allied Artists' Association. Elle assiste à la cofondation par son mari du Camden Town Group en 1911, mais ne peut en devenir membre. En 1913, elle est l'une des premières femmes artistes à rejoindre The London Group, dont elle restera membre toute sa vie, participant à leurs expositions collectives.
Son art mêle les nouvelles tendances modernistes au folklore traditionnel polonais. L'une des rares apparitions de son travail à Paris a lieu en 1921 à la galerie Druet, lors d'une exposition intitulée Un Groupe de Peintres Anglais Modernes.
Après la mort de son époux en 1925, elle demeure à Londres mais part vivre durant la guerre à Chester. Dans les années 1930, elle effectue quelques voyages en Pologne et passe certains de ces étés en Bretagne, à Pléneuf-Val-André et Saint-Nicolas-du-Pélem, qui lui inspire des paysages. En 1935, elle expose pour la première et dernière fois à l'Adams Gallery sur Pall Mall : véritable « solo-show », cette rétrospective personnelle lui apporte une certaine notoriété, juste avant la guerre.
Deux ans après sa mort survenue à Londres en 1952, est organisée une nouvelle rétrospective à l'Adams Gallery.

## Conservation

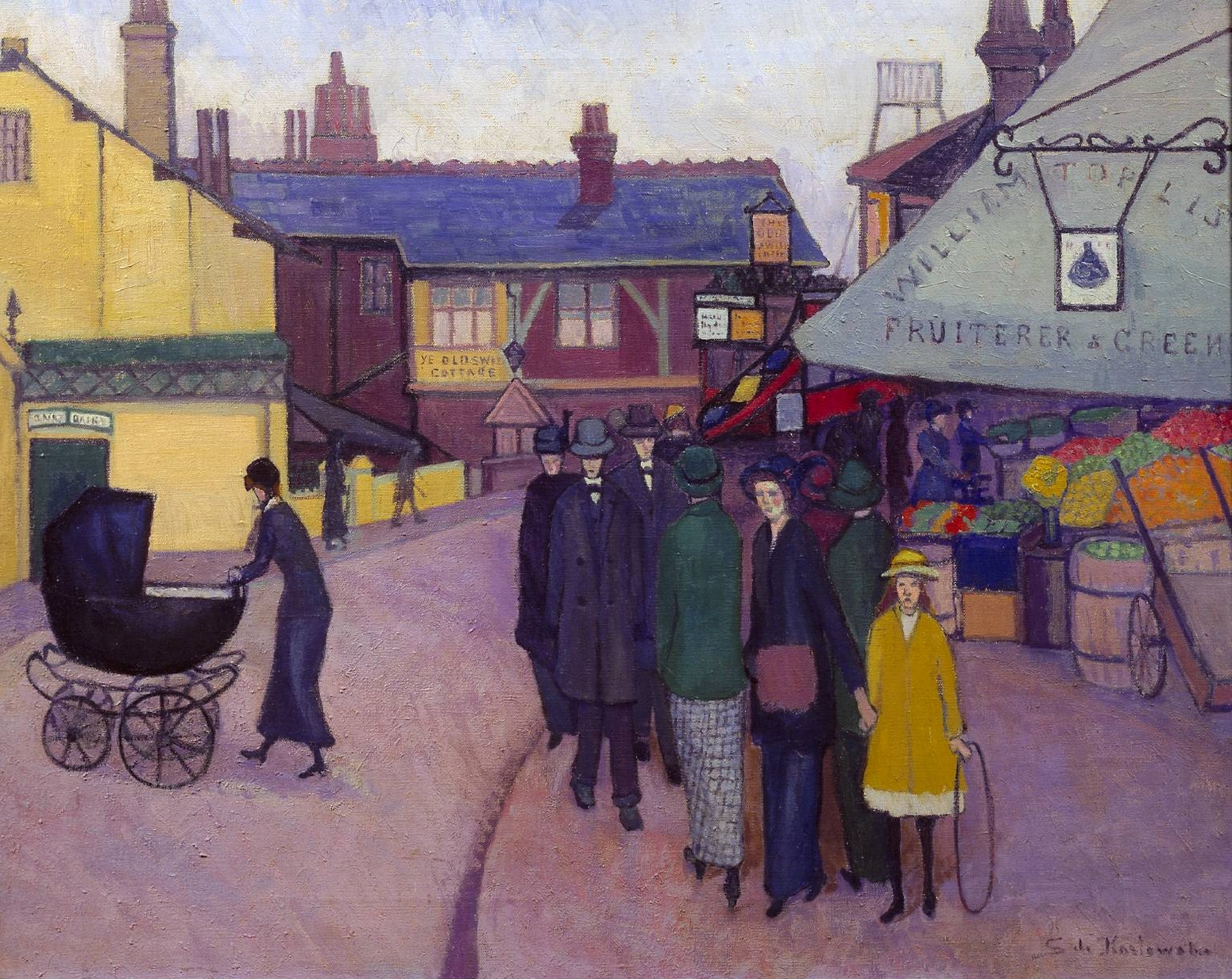
Swiss Cottage, huile sur toile, 1914, Tate.

- 26 toiles sont exposées dans plusieurs musées au Royaume-Uni[6] dont 3 à la Tate Britain[7] :
  - Fried Fish Shop, 1907.
  - Swiss Cottage, 1914.
  - Berkeley Square, 1935.